# 阿科拉 (伊利諾伊州)
阿科拉（英語：Arcola）是一個位於美國伊利諾伊州道格拉斯縣的城市。

## 地理
阿科拉的座標為39°41′01″N 88°18′21″W / 39.68361°N 88.30583°W，而該地的平均海拔高度為206米（即676英尺）。

## 人口
根據2010年美國人口普查的數據，阿科拉的面積為5.23平方千米，當中陸地面積為5.17平方千米，而水域面積為0.06平方千米。當地共有人口2916人，而人口密度為每平方千米557.55人。